# Complex d'inferioritat

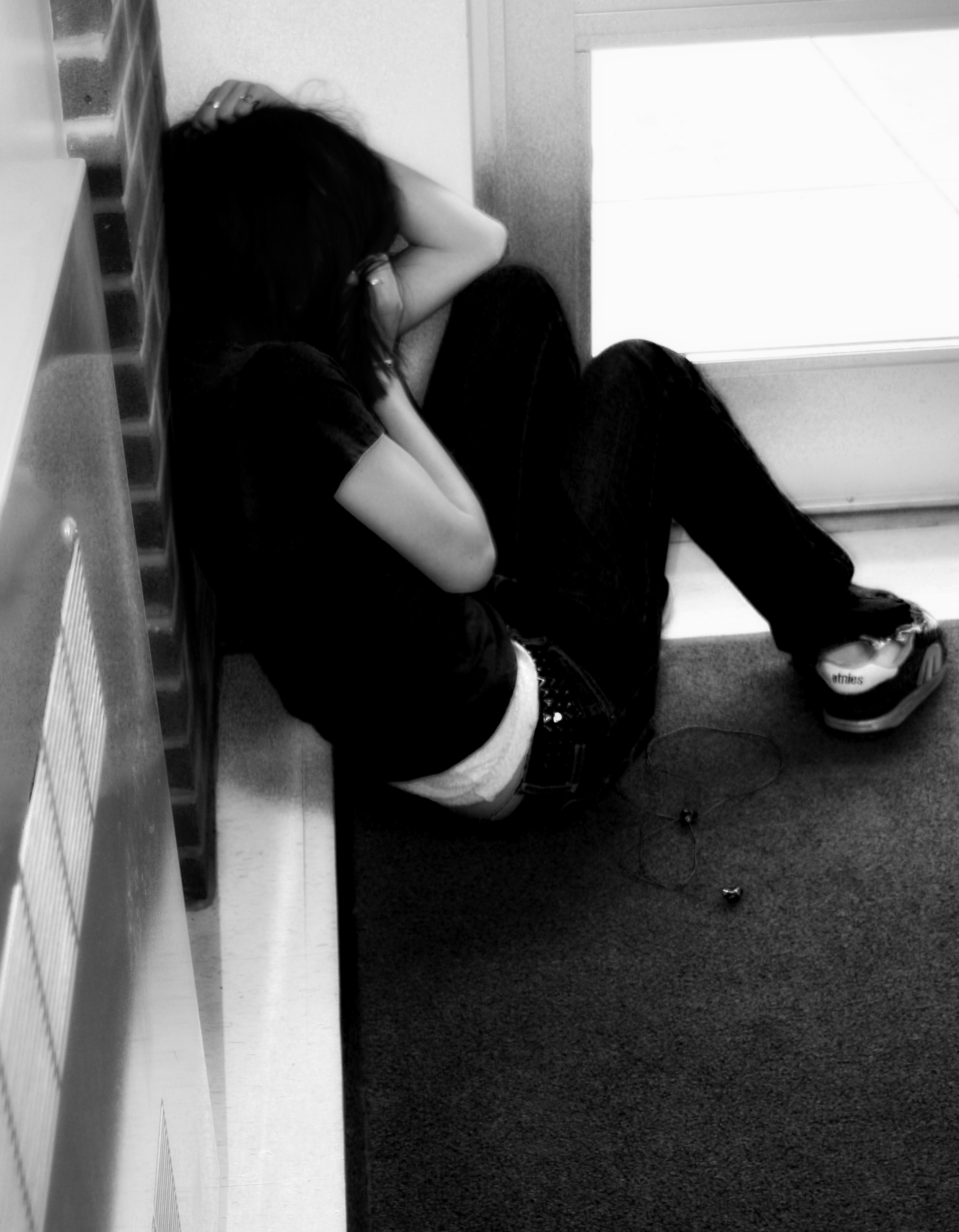
El complex d'inferioritat es pot manifestar en persones que tendeixen a la depressió.

El complex d'inferioritat és el sentiment que pateix un individu que té la sensació de ser inferior i més feble que la resta de la gent.
El complex d'inferioritat es pateix d'una manera permanent i no s'ha de confondre amb una caiguda transitòria de l'autoestima. Les persones que pateixen aquest complex se senten inferiors a la resta de la gent, però no admeten aquesta inferioritat i donen voltes entre el món conscient i el món inconscient, que és on romanen més temps, fins a arribar al món real.
El pateixen les persones que creuen tenir un defecte real, encara que no el tinguin. Normalment, la causa és que en algun moment es van veure rebutjades per altres persones, o ho van pensar encara que no fos cert, i aquesta experiència va afectar la seva personalitat. El complex apareix en aquells individus que presenten un tipus característic de frustració o fracàs en aspectes de la vida com l'aparença física, intel·ligència, educació, estatus social o estatus econòmic.
Els sentiments d'inferioritat provoquen que la persona sigui tímida i insegura amb escassa activitat social. En canvi, en el cas que aquest sentiment no sigui massa intens es pot estimular l'afany de superació des de la infantesa. Alfred Adler ho va estudiar a fons i va portar a terme un estudi basat en la compensació psicològica. Segons Adler, "Tothom té un sentiment d'inferioritat. Però el sentiment d'inferioritat no és una malaltia; és més aviat un estimulant per a la salut, l'esforç i el desenvolupament normal. Es converteix en una condició patològica només quan el sentit d'inadequació aclapara l'individu i, lluny d'estimular-lo a l'activitat útil, el converteix en deprimit i incapaç de desenvolupament”.